# B. K. M. Lojistik Tasimacilik Ticaret Limited Sirketi proti Sloveniji
B. K. M. Lojistik Tasimacilik Ticaret Limited Sirketi proti Sloveniji (št. 42079/12) je primer, v katerem je Evropsko sodišče za človekove pravice (v nadaljevanju: Sodišče) odločilo, da je bil odvzem tovornjaka v kazenskem postopku zakonito, vendar pretirano in nesorazmerno poseganje v lastnino tretje osebe. Iz navedenega izhaja, da je bil kršen 1. člen protokola št. 1.

## Ozadje in postopek primera
Zasežen je bil tovornjak turške družbe pritožnice, v katerem je voznik prevažal 105 kg heroina. Okrožno sodišče na Ptuju je voznika spoznalo za krivega trgovine s prepovedanimi drogami in ga obsodilo na devet let zapora. Odredilo je tudi, da se tovornjak vrne družbi pritožnici, kajti nič ni kazalo na to, da bi pritožnica vedela za prevoz prepovedane droge. Na pritožbo višjega državnega tožilca je Višje sodišče v Mariboru spremenilo prvostopenjsko sodbo in odredilo odvzem tovornjaka. Pojasnilo je, da se v skladu z drugim odstavkom 73. člena Kazenskega zakonika (KZ-1) predmeti, uporabljeni pri kaznivem dejanju, lahko odvzamejo, tudi če niso storilčeva last, če s tem ni prizadeta pravica tretje osebe, da od storilca terja odškodnino ter da peti odstavek 186. člena KZ-1 določa obvezen odvzem vozil, uporabljenih za prevoz in shranjevanje prepovedanih snovi. Zato je pritožnica vložila ustavno pritožbo zoper odločbo Višjega sodišča in predlog za presojo ustavnosti petega odstavka 186. člena Kazenskega zakonika. Ustavno sodišče je oboje zavrnilo in poudarilo, da je namen odvzema tovornjaka preprečiti taka kazniva dejanja v prihodnosti.
Družba pritožnica je v navedbi trdila, da je bil odvzem tovornjaka nezakonit, nesorazmeren in da ni bil v javnem interesu. Poudarila je, da ni sodelovala pri kaznivem dejanju.
Vlada je v navedbi trdila, da je poseganje v premoženje tretjih oseb neizogiben del boja proti organiziranemu kriminalu. Zatrjuje tudi, da je bil tovornjak odvzet zakonito, namreč po zgoraj navedenih določbah je treba vozila, uporabljena za prevoz prepovedanih drog zaseči ne glede na to, kdo je njihov lastnik. Preprečitev take vrste kaznivega dejanja z učinkovitimi ukrepi je bila v javnem interesu. Meni, da tretja oseba, ki je utrpela škodo lahko terja odškodnino od storilca po drugem odstavku 73. člena KZ-1.

## Odločitev ESČP
Sodišče je moralo presoditi ali je bil odvzem tovornjaka predpisan z zakonom in ali je bilo vzpostavljeno pravično ravnovesje med zahtevami splošnih interesov javnosti in pravico pritožnice do mirnega uživanja njenega premoženja.
Sodišče je glede na določbo petega odstavka 186. člena KZ-1, kakor je veljala v obravnavanem času, v povezavi s tretjim odstavkom 73. člena KZ-1, ki je omogočal obvezni odvzem predmetov, uporabljenih pri kaznivem dejanju odločilo, da je bil odvzem tovornjaka v skladu z domačo zakonodajo tožene države.
Glede doseganja ravnovesja med splošnim interesom preprečevanja kriminala in varstvom lastninskih pravic prizadetega posameznika je Sodišče odločilo, da je naložitev takega bremena lastniku premoženja upravičena le, če obstaja nevarnost, da bi vrnitev njegovega premoženja spodkopala boj proti organiziranemu kriminalu. Sodišče ne ugotavlja morebitnih škodljivih posledic, ki bi jih lahko pričakovali ob vrnitvi tovornjaka lastnici. Zato je Sodišče ugotovilo, da v obravnavani zadevi ni bilo vzpostavljeno pravično ravnovesje med zahtevami splošnih interesov javnosti in pravico družbe pritožnice do mirnega uživanja njenega premoženja. Tako je torej odvzem tovornjaka pretirano in nesorazmerno poseganje v lastninsko pavico tretje osebe.
Sodišče je ugovor vlade o ne izčrpavanju notranje pravnih sredstev zavrnilo, saj meni, da tak odškodninski zahtevek pomeni negotovost za dobrovernega lastnika odvzetega premoženja, ker bi storilec lahko bil razglašen za plačilno nesposobnega.
Iz teh razlogov je Sodišče s šestimi glasovi proti enemu razsodilo, da je bil kršen 1. člen protokola št. 1 h konvenciji in da mora tožena država pritožnici plačati skupni znesek 21.490 EUR za premoženjsko škodo, stroške in izdatke. Soglasno so pa zavrnili ugovor vlade glede neizčrpanja notranje pravnih sredstev in preostali del zahtevka pritožnice za pravično zadoščenje. Sodbi je dodano še odklonilno ločeno mnenje sodnika Kürisa, ki ostaja zaskrbljen glede posledic, ki jih puščajo razsodbe v primerih kot je ta.